# Drečji Vrh
Drečji Vrh je naselje u slovenskoj Općini Mokronog - Trebelnu. Drečji Vrh se nalazi u pokrajini Dolenjskoj i statističkoj regiji Donjoposavskoj regiji. 

## Stanovništvo
Prema popisu stanovništva iz 2002. godine naselje je imalo 74 stanovnika.